# Foguete (arma)

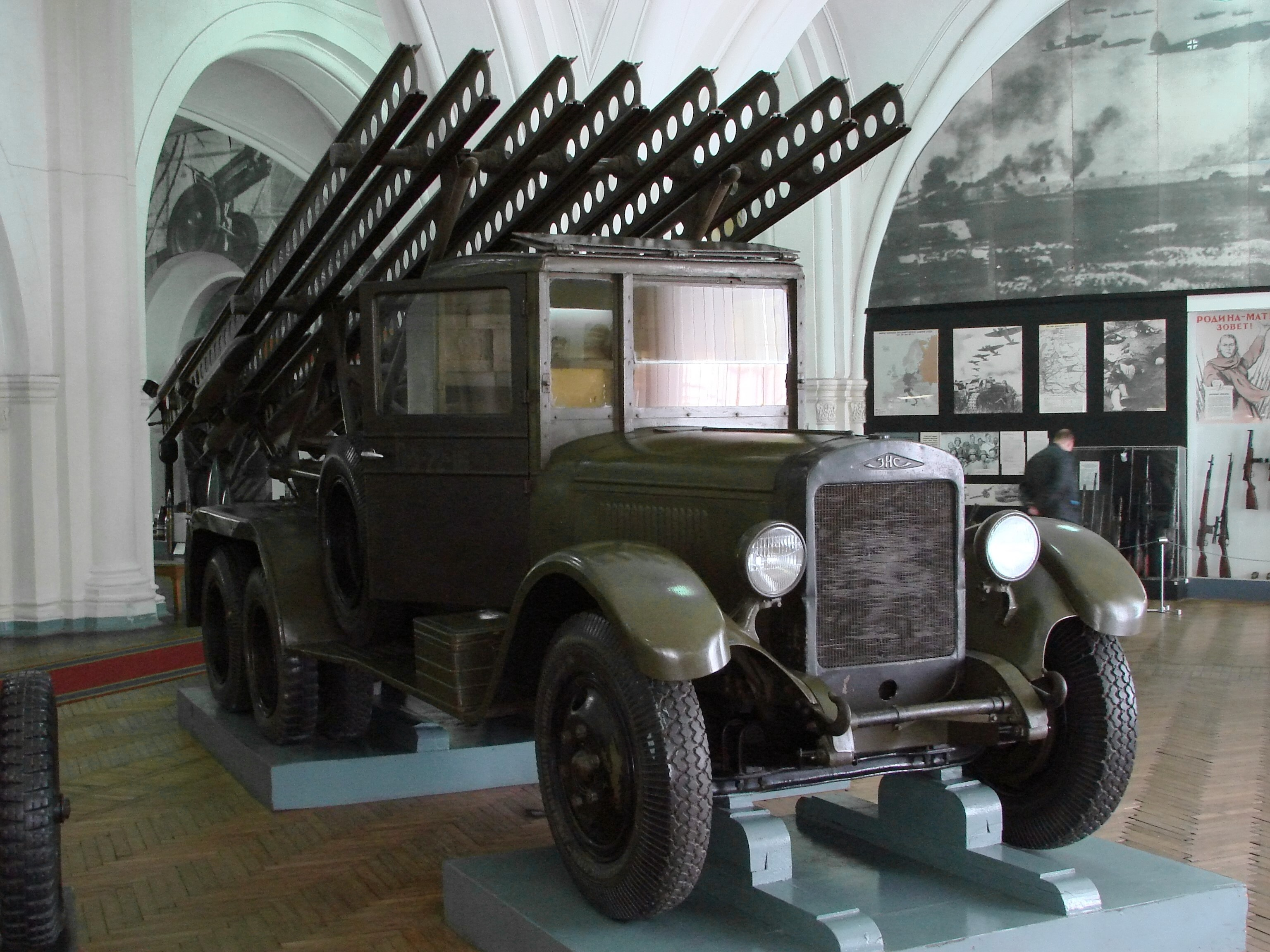
Um lançador de foguetes Katyusha, uma das primeiras armas de artilharia moderna, usando foguetes.

Foguete é a designação de um dispositivo não guiado, autopropelido, acionado por um motor a reação, que é conhecido a mais de mil anos desde a sua invenção na China  (ver: História dos foguetes).
Em terminologia militar, um foguete difere de um míssil, principalmente devido a ausência de um sistema de um sistema de navegação. Os primeiros mísseis eram chamados de "foguetes guiados". Alguns foguetes evoluíram, agregaram sistemas de navegação, mas ainda assim, continuaram usando a designação de "foguetes".